# Miroslav Vilhar

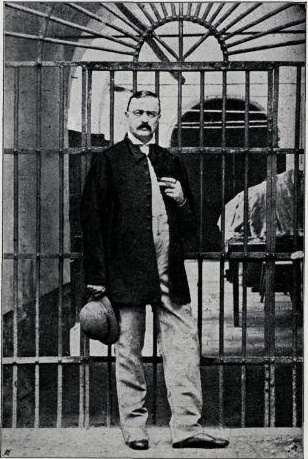
Miroslav Vilhar

Miroslav Vilhar (* 7. September 1818 in Planina pri Postojni (Gemeinde Cerknica); † 6. August 1871 in Schloss Steinberg (Grad Kalec), Bač (Gemeinde Ilirska Bistrica)) war ein slowenischer Schriftsteller, Komponist und Politiker.
Vilhar studierte Jura in Wien und Graz. Bereits seit den 1840er Jahren setzte sich Vilhar für die slowenische Selbstbestimmung ein. Im Jahr 1843 brach er sein Jurastudium ab und übernahm den väterlichen Hof in Kalec. Da er acht Kinder hatte, nahm er 1858 Fran Levstik als Hauslehrer auf, der sein Nationalbewusstsein und sein dichterisches Werk stark beeinflusste.
Er schrieb Artikel für die Zeitschrift Novice und redigierte bis zu deren Verbot 1863 mit Unterstützung seines Freundes Fran Levstik die einzige slowenischsprachige politische Zeitung Naprej (Vorwärts). Daneben verfasste er Theaterstücke, Erzählungen und Gedichte, die er teils selbst vertonte. Mehrere seiner Lieder haben in Slowenien Volksliedcharakter bekommen.
1861 wurde er in den Landtag gewählt. In den Folgejahren unterstützte er die Gründung slowenischer Lesesäle. 1869 organisierte er eine Massendemonstration für das Recht der Slowenen auf Selbstbestimmung. Sein Sohn Franjo Vilhar Kalski wurde als Komponist bekannt.

## Gedächtnis
In mehreren slowenischen Ortschaften wurden Straßen nach Miroslav Vilhar Vilharjeva ulica/cesta benannt.